# Johann Andreas Heuschkel
Johann Andreas Heuschkel (geboren um 1719 in Leipzig; begraben 26. August 1764 in Nürnberg) war ein deutscher Goldschmied. Der Kunsthistoriker Günther Schiedlausky wies ihm die Meistermarke I / AH zu, die zuvor bei Marc Rosenberg noch nicht aufgelöst war.

## Leben
Johann Andreas war Sohn des Leipziger Goldschmiedes und Juweliers Johann Paulus Heuschkel.
Heuschkel arbeitete zeitweilig als Gold- und Silberarbeiter. Er wurde auch als Edelschmied und Kunsthandwerker bezeichnet.
Am 27. November 1752 zahlte Heuschkel das seinerzeit in Nürnberg verlangte Bürgergeld, um am 21. März 1753 durch den Bürgereid das Bürgerrecht der Stadt zu erwerben. Nachdem er am 6. April 1753 seine Meisterprüfung bestanden hatte, wurde er am 14. April 1753 als Meister vereidigt.
Wenige Wochen später heiratete er am 25. April 1753 Ursula Maria (begraben am 30. Oktober 1803), Tochter des Goldschmiedes Rudolph Christoph Wegwitz, mit der er mehrere Kinder bekam.
Von 1753 bis 1789 beschäftigte Heuschkel den Johann Samuel Deinlein als Lehrling.
Bei seinem Tod bewohnte Heuschkel ein Haus in der Straße Obere Schmiedgasse. Er erhielt auf dem Johannisfriedhof „ein ‚unbesungenes‘ Begräbnis, bei dem kein Geistlicher teilnahm“. Ein für Heuschkel angefertigtes Epitaph hat sich nicht erhalten.

## Bekannte Werke
Heuschkels Marke ließ sich bisher an folgenden Objekten nachweisen:
- Toraschild; Jewish Museum, New York City[2]
- Abendmahlskanne; Rüdenhausen[2]
- Löffel; Württembergisches Landesmuseum, Stuttgart[2]
- zwei Kidduschbecher; Kunsthandel[2]
- 1753–1764: silberne Dose, oval mit abnehmbaren Deckel, Rokoko, 13 Lot, mit Beschaumarke, Meistermarke IAH und Tremulierstrich, 55 × 40 mm, 25 g[3]
- 1753–1763: ovale Zuckerdose mit Rocaillen, Silber, innenvergoldet, circa 158 g, 7,5 × 13 cm[4]